# Jūratė Juozaitienė
Jūratė Juozaitienė (* 31. Juli 1953 in Vilnius) ist eine litauische Politikerin.

## Leben
Nach dem Abitur 1971 absolvierte sie  1976 das Diplomstudium der  Architektur am Vilniaus inžinerinis statybos institutas. Von 1976 bis 1979 arbeitete sie als Architektin im Institut für Bauprojekte, von 1979 bis 1997 als wissenschaftliche Mitarbeiterin am Forschungsinstitut für Architektur und schrieb die wissenschaftliche Arbeit  zum Thema „Lietuvos pramoninės architektūros raida“.
Sie war bis 2000 Direktorin der UAB „Kauno dizaino salonas“, von 2000 bis 2004 Mitglied im Seimas, von 2001 bis 2002 Beraterin des Ministerpräsidenten, 2005 Sekretärin am Umweltministerium Litauens. 
Ab 1999 war sie Mitglied der Lietuvos liberalų sąjunga, ab 2003 der Lietuvos socialdemokratų partija.
Sie ist verheiratet. Mit dem Ehemann Virginijus hat sie die Kinder Martynas, Jonas.